# Sciez
Sciez este o comună în departamentul Haute-Savoie din sud-estul Franței. În 2009 avea o populație de 5.269 de locuitori.

## Evoluția populației
| An        | 1975  | 1982  | 1990  | 1999  | 2006  | 2009  |
| --------- | ----- | ----- | ----- | ----- | ----- | ----- |
| Populație | 2.229 | 2.621 | 3.371 | 4.268 | 4.920 | 5.269 |